# Krasnoarmeisk
Krasnoarmeisk - Красноармейск (rus) - és una ciutat de l'óblast de Saràtov, a Rússia.

## Geografia
Krasnoarmeisk es troba a 13 km a l'oest del Volga, a 61 km al sud-oest de Saràtov i a 752 km al sud-est de Moscou.

## Història
Una colònia anomenada Baltser fou creada pels alemanys el 1764-1766. El 1914 es reanomenà com Goli Karamix. Aconseguí l'estatus de ciutat el 1918 i reanomenada de nou Baltser el 1927. El 1942, durant el procés d'eliminació de topònims alemanys, la vila rebé el nom de Krasnoarmeisk (que en rus és l'adjectiu d'Exèrcit Roig).